# Lukas Kellner
Lukas Kellner (* 7. Mai 1991 in Amberg) ist ein deutscher Mittel- und Langstreckenläufer, der für SVS Leichtathletik startet.

## Leben
Nachdem er mehrere Jahre im Trikot der LG Telis Finanz Regensburg gestartet war, ging er im Jahr 2011 nach Wien, um dort Soziologie zu studieren. Dort wird er bis heute vom langjährigen Nationaltrainer Hubert Millonig betreut. Bereits in den ersten beiden Jahren unter Millonig konnte er mehrere nationale Meistertitel gewinnen.